# SNCF BB 63500
Die dieselelektrischen Lokomotiven der Baureihe BB 63500 der französischen Staatsbahn SNCF, wurden zwischen 1956 und 1971 geliefert. Sie werden für alle Zuggattungen eingesetzt.
Sie wurden von Brissonneau & Lotz in Paris hergestellt; der Dieselmotor wurde von der Société Alsacienne de Constructions Mécaniques in Mülhausen bezogen.

## Geschichte
Seit 1953 hatte die SNCF bei Brissoneau & Lotz insgesamt 250 Diesellokomotiven der Baureihe 040 DE, ab 1962 als BB 63000 bezeichnet, beschafft, die großteils über Motoren der Schweizer Sulzer AG verfügten. Um einheimischen französischen Produkten den Vorzug zu geben, wurden daneben ab 1956 Lokomotiven mit einem dem Sulzer-Motor vergleichbaren SACM-Motor beschafft, die später als Baureihe BB 63500 bezeichnet wurden. Diese besaßen außerdem Hauptgeneratoren und Bremsluft-Kompressoren mit höherer Leistung und waren etwas schwerer.
Bis 1971 wurden 580 Lokomotiven der Baureihe BB 63500 in Dienst gestellt, die wie ihre Vorläufertype eine dieselelektrische Kraftübertragung besaßen. Diese erfolgte vom Dieselmotor über einen Gleichstromgenerator auf die Gleichstromfahrmotoren, die über Radsatzgetriebe die Radsätze in den Drehgestellen antrieben.
1959/60 entstanden die SNCF BB 63400 als Variante der BB 63500. Insgesamt entstanden 853 Lokomotiven aller drei Typen.

## Andere Betreiber
Neben der SNCF beschafften auch andere Unternehmen aus der BB 63500 abgeleitete Maschinen:
- Houillères du bassin du Nord et du Pas-de-Calais (HBNPC) im nordfranzösischen Kohlerevier (109 Lokomotiven),
- Jugoslovenske Železnice (104 Lokomotiven als Reihe 642),
- Empresa de los Ferrocarriles del Estado (EFE) in Chile (49 Fahrzeuge),
- Ferrocarriles Nacionales de Cuba (FCC) auf Kuba (44 Lokomotiven neben weiteren Maschinen ähnlich BB 63000),
- Comboios de Portugal (25 Lokomotiven als Reihe 1200),
- Chemins de Fer Luxembourgeois (22 Maschinen als Reihe 850),
- Chemin de fer de Mauritanie (10 Lokomotiven).

Die portugiesischen Maschinen wurden von Sorefame ab 1960 in Lizenz geliefert. Sie erfuhren einige Änderungen. Von außen sofort sichtbar ist der Ersatz der Gleitachs- durch Rollenlager. Sie wurden für den Wagenzug nur mit Saugluftbremse geliefert. Die indirekt wirkende Druckluftbremse wurde bei ihnen erst in den 1990ern nachgerüstet.